# Marguerite Durand
Marguerite Charlotte Durand (Paris, 24 de janeiro de 1864 — Paris, 16 de março de 1936) foi uma jornalista, atriz teatral e líder sufragista francesa. Durand fundou seu próprio jornal e biblioteca, o La Fronde e a Bibliothèque Marguerite Durand.

## Biografia

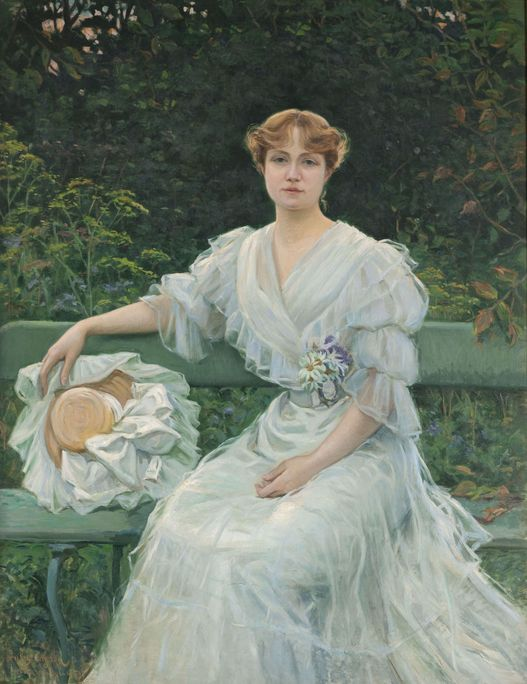
Retrato de Marguerite Durand (1897) por Jules Cayron

Nascida de mãe solteira chamada Anna-Alexandrine Caroline Durand em uma família de classe média, foi criada no convento das Damas Trinitaires, no 9.º arrondissement de Paris. Marguerite Durand foi enviada para estudar em um convento católico romano. Depois de terminar a educação primária, ela ingressou no Conservatório de Paris onde obteve o primeiro prêmio de comédia em 1880, antes de ingressar no Comédie Française em 1881.
Em 1888, ela desistiu de sua carreira no teatro para se casar com Georges Laguerre, um jovem advogado e deputado boulangista. Durand frequentava os círculos políticos e jornalísticos da época e era amiga e seguidora do politicamente ambicioso general do exército Georges Boulanger, seu marido a apresentou ao mundo da política populista radical e ela aprendeu jornalismo publicando seus primeiros artigos no La Presse, jornal de propaganda boulangista dirigido por seu marido. O jornalismo se torna a nova paixão de Marguerite.
Ela teve um filho, Jacques, nascido em 14 de agosto de 1896, com um dos diretores do Le Figaro, Antonin Périvier, que tentou tirar a criança dela assim que ele nasceu, com o argumento de que ela não o teria reconhecido legalmente, obrigando-a a buscar ajuda jurídica de Georges Clemenceau para recuperá-lo.
Após o suicídio do general boulangista em 30 de setembro de 1891, ela se afastou do boulangismo, separou-se de Georges Laguerre, de quem se divorciaria em 9 de maio de 1895, e conseguiu um emprego como redatora do Le Figaro, o principal jornal da época. Em 1896, o jornal a enviou para cobrir o Congrès Féministe International (Congresso Internacional Feminista) ostensivamente para escrever um artigo humorístico.
Ela saiu do evento como uma pessoa mudada, tanto que no ano seguinte, em 9 de dezembro de 1897, ela fundou um jornal diário feminista, La Fronde, para retomar onde o La Citoyenne de Hubertine Auclert parou.
O jornal de Durand, dirigido exclusivamente por mulheres, defendia os direitos das mulheres, incluindo a admissão na Associação de Advogados e na École des Beaux-Arts. Além disso, seus editoriais exigiam que as mulheres fossem nomeadas para a Legião de Honra e participassem de debates parlamentares. Isso incluiu, mais tarde em 1910, a tentativa de Durand de organizar candidatas para as eleições legislativas. Na Exposição Universal de 1900 em Paris, ela organizou o Congresso pelos Direitos das Mulheres. Além de estabelecer uma residência de verão para jornalistas em Oise, na região da Picardia, Durand se voltou para o ativismo por mulheres trabalhadoras, ajudando a organizar vários sindicatos.
Marguerite Durand, consumida pela paixão pela igualdade das mulheres, era uma mulher atraente, de estilo e elegância, famosa por andar pelas ruas de Paris com seu leão de estimação que ela batizou de "Tigre". Instrumental no estabelecimento do zoológico Cimetière des Chiens no subúrbio parisiense de Asnières-sur-Seine, onde seu leão foi enterrado, seu ativismo elevou o perfil do feminismo na França e na Europa a um nível de respeitabilidade sem precedentes. Ao longo de seu caminho, ela compilou uma enorme coleção de documentos que deu ao governo em 1931. No ano seguinte, a Bibliothèque Marguerite Durand foi inaugurada em Paris. Em 2006, a biblioteca ainda estava aberta e os pesquisadores trabalhavam sob um retrato de Durand.

## Luta feminista
Em abril de 1896, o Le Figaro a enviou ao Congresso Internacional Feminista em Paris. Ela se recusou a escrever o artigo satírico solicitado no congresso, como ela diz para Thilda Harlor em 1935: "Le Figaro, em 1896, me encarregou de escrever um artigo sobre o congresso feminista, que foi trazido à atenção do público por obstruções maliciosas, zombarias e perguntas de estudantes. Então fui às sociedades cientifícas onde o congresso estava sendo realizado e fiquei impressionada com a lógica do discurso, a validade das reivindicações e o domínio de dirigir os debates da presidente Maria Pognon. Recusei-me a escrever o artigo de revisão para Le Figaro. Mas me ocorreu a ideia de oferecer às mulheres uma arma de combate, um jornal que deveria provar suas capacidades tratando não só do que as interessava diretamente, mas das questões mais gerais e de lhes oferecer a profissão de jornalista ativa". Este congresso mudaria sua vida, pois agora ela decide se dedicar à defesa dos direitos das mulheres.
No ano seguinte, ela fundou La Fronde, no dia 14, na rua Saint-Georges em Paris; a primeira edição do jornal foi lançada no dia 9 de dezembro de 1897. Da administração à tipografia e redação, foi um jornal produzido exclusivamente por mulheres. Os artigos não eram apenas sobre mulheres, mas também sobre qualquer tema atual da época: política, literatura, esporte, finanças, etc. Para cobrir certos eventos, as jornalistas às vezes tinham que obter permissão especial, pois alguns lugares, como a Assembleia Nacional Francesa ou a Bolsa de Valores de Paris, eram proibidos às mulheres naquela época.
Este jornal, apelidado de "Le Temps en jupon" e que, nas palavras de Durand, foi "como outros jornais... não mais divertido", favoreceu os métodos de reportagem (observação direta e testemunho do evento). Foi um jornal diário até 1903, depois mensal até 1905. Muitos escritoras colaboraram lá, como Séverine, Daniel Lesueur, Pauline Kergomard, Marcelle Tinayre, Lucie Delarue-Mardrus, Clémence Royer, Jeanne Chauvin, Dorothea Klumpke, etc. Além de La Fronde, Marguerite Durand participou em 1903 da criação de um diário anticlerical e socialista, L'Action, com Henry Bérenger, jornalista da La Dépêche de Toulouse e Victor Charbonnel, padre destituído, diretor do semanário anticlerical La Raison. Essa experiência não durou além de 1905, porque Marguerite Durand não conseguiu se dar bem com os outros líderes. La Fronde foi seu suplemento mensal de outubro de 1903 a março de 1905.

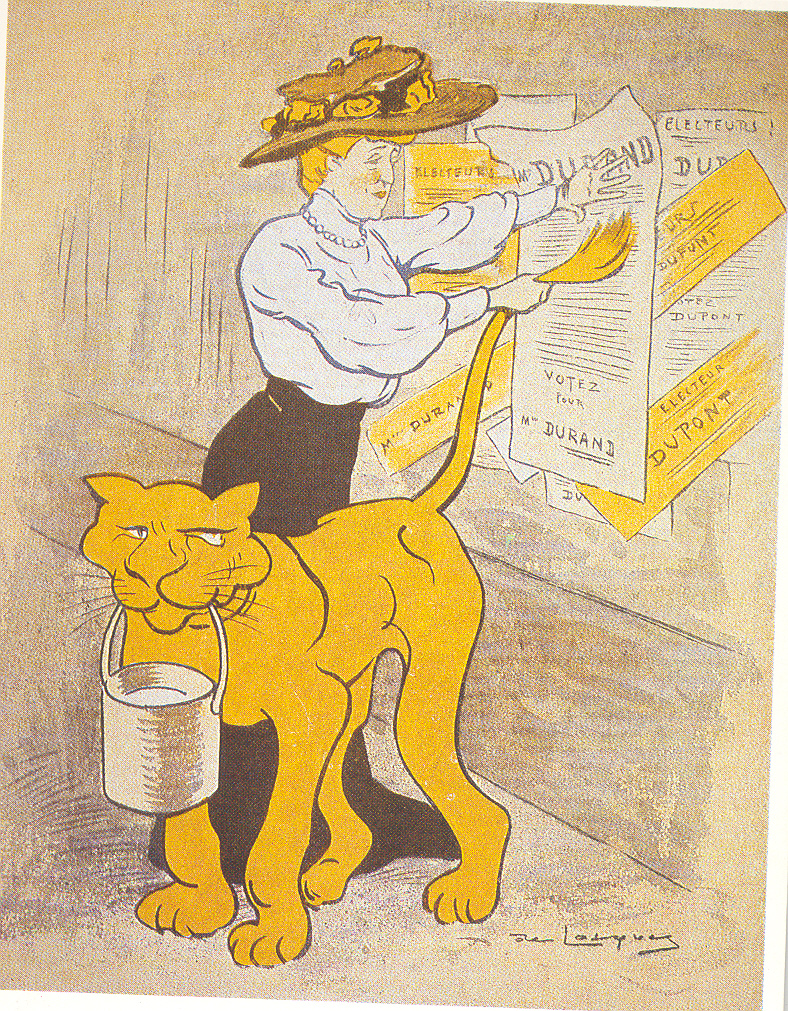
Marguerite Durand e sua leoa em um pôster de sua candidatura à eleição em 1910

Ela aproveitou o ano de 1904, centenário do Código Civil, para denunciar a obra napoleônica. A edição de 1º de novembro de 1904 de La Fronde relata suas palavras da seguinte forma: "Não há mulher que não deva amaldiçoar o Código, não há mulher, rica ou pobre, grande senhora ou trabalhadora, que, em sua miséria ou em seus bens, em sua pessoa, em seus filhos, em seu trabalho ou em sua ociosidade, tem ou terá que sofrer por causa do Código".
Em 1907, ela organizou um congresso sobre o trabalho feminino e tentou fundar o Escritório de Trabalho Feminino com a ajuda de seu amigo René Viviani, que se tornou Ministro do Trabalho no governo de Clemenceau em outubro de 1906. Mas, por falta de fundos e por causa da forte oposição do sindicato CGT, este escritório não foi capaz de cumprir seu papel.
Em 1909, ela participou da criação de um novo jornal, Les Nouvelles. Ela estava especialmente envolvida na campanha pelo voto das mulheres e defendeu o direito de eleger e ser eleita. Ela lançou a ideia de organizar candidatas para as eleições legislativas de 24 de abril de 1910 e concorreu no 9.º arrondissement de Paris, mas sua candidatura foi rejeitada pelo Prefeito de Paris.
Em 1914, La Fronde reapareceu com algumas edições, entre 17 de agosto e 3 de setembro. Mesmo considerando que feminismo e pacifismo estão intimamente ligados, Marguerite Durand incentiva as mulheres a participarem do esforço de guerra, expressando sua esperança de que as responsabilidades assumidas pelas mulheres na ausência dos homens chamados à frente, lhes permitam beneficiar-se novos direitos. Sua decepção é com o encontro do armistício. Decepção também quanto ao reconhecimento do direito da mulher de escolher livremente o momento da maternidade: o aborto e a propaganda contraceptiva são proibidos pela lei de 31 de julho de 1920.
De maio de 1926 a julho de 1928, ela tentou relançar o La Fronde, que não era mais o projeto exclusivo das mulheres (a redação era mista), mas o porta-voz do Partido Republicano Socialista ao qual havia aderido.
Em 1931, legou à cidade de Paris toda a documentação que possuía sobre a história da mulher, criando assim o primeiro escritório de documentação feminista francês, que administrou voluntariamente até sua morte em 1936. Localizada na prefeitura do 5º arrondissement, a Biblioteca Marguerite-Durand está localizada desde 1989 no 13º arrondissement. Ela está enterrada em Paris, no Cemitério de Batignolles (10ª divisão).